# Ciolkovszkij-egyenlet

Ciolkovszkij rakéta-egyenletének elemei

A Ciolkovszkij-egyenlet az idealizált rakéta mozgását írja le. Nevét Konsztantyin Eduardovics Ciolkovszkij orosz kutatóról kapta, aki munkássága során sokat foglalkozott az űrutazással, és ő alapozta meg tudományosan a többlépcsős rakéták elméletét is.
Ciolkovszkij rakéta-egyenlete idealizált gravitáció és légellenállás nélküli (vákuum) esetre:
{\displaystyle v(t)=v_{g}\cdot \ln \left({\frac {m_{0}}{m(t)}}\right)}
Ahol:
{\displaystyle v\,} a rakéta sebessége a t időpillanatban,
{\displaystyle v_{g}\,} a rakétát elhagyó gázsugár sebessége a rakétához képest (jellemző érték kémiai hajtóanyag esetén: 4,5 km/s),
{\displaystyle m_{0}\,} a rakéta induló tömege és
{\displaystyle m\,} a rakéta tömege az indulástól számított t idő múlva.

## Az egyenlet levezetése
Jelöljük a rakétából kiáramló gázsugár a rakétához képest állandó sebességét vg-vel, az inerciarendszerhez képesti pillanatnyi sebességét pedig vgi-vel, az indulástól számított t idő elteltével a rakéta tömegét m-el, t + dt  időpillanatban a rakéta tömege pedig legyen m - dm. A rakéta a t-ik időpillanatban mért P1 impulzusára az alábbi összefüggés írható: 
{\displaystyle P_{1}=m\cdot v\,}
A t + dt időpontban a P2 impulzusa pedig így írható:
{\displaystyle P_{2}=(m-dm)\cdot (v+dv)+dm\cdot v_{gi}\,}
A két impulzus különbsége, ha a másodrendűen kicsi dm.dv tagot elhanyagoljuk:
{\displaystyle dP=P_{2}-P_{1}=m\cdot dv+dm\cdot (v_{gi}-v)\,},
azonban, mivel a gázsugár relatív sebessége a rakétához képest
{\displaystyle v_{g}=v_{gi}-v\,},
és mivel a rakétára semmiféle külső erő nem hat, a két impulzus különbsége nulla, ezért írhatjuk:
{\displaystyle m\cdot dv=-dm\cdot v_{g}\,},
A rakéta pillanatnyi m tömegével elosztva mindkét oldalt:
{\displaystyle dv=-{\frac {dm}{m}}\cdot v_{g}\,},
a rakétamozgás differenciálegyenletéhez jutunk, aminek megoldása egyszerűen integrálással történik:
{\displaystyle \int _{0}^{v}\mathrm {d} v+\int _{m_{0}}^{m}v_{g}\cdot {\frac {\mathrm {d} m}{m}}=0}
és innen a rakéta sebessége:
{\displaystyle v=v_{g}\cdot \ln \left({\frac {m_{0}}{m}}\right)}